# Троицкий лесопарк
Троицкий лесопарк — лесопарк в Юго-Западном административном округе Москвы в районе Тёплый Стан и в границах поселения «Мосрентген» города Москвы в Новомосковском административном округе города Москвы.
Площадь северной части лесного массива (квартал 18 Тропарёвского лесничества) составляет 12 гектар, южной — не менее 63 гектар.

## Географическое местоположение

#### Северная часть
Меньшая часть лесопарка располагается с внутренней стороны МКАД на юго-западе Москвы, в районе Тёплый стан. Территория находится между улицей Генерала Тюленева и МКАД. Близлежащая остановка метро: «Тёплый Стан». В документах правительства Москвы также обозначается как «квартал 18 Тропарёвского лесничества».

#### Южная часть
Большая часть лесопарка (состоит из трёх участков Тропарёвского лесничества), располагается с внешней стороны МКАДа в Новой Москве, лесной массив ограничен с востока МКАДом и Калужским шоссе (и вытянутой вдоль них территорией строительного рынка «Славянский мир»), с юга деревней Мамыри, с севера и запада — застройкой посёлка Мосрентген и руслом реки Сосенки от её правого истока.

## История
Лесной массив получил своё наименование из-за бывшего села Троицкое.
Согласно закону города Москвы № 37 «О схеме развития и размещения особо охраняемых природных территорий в городе Москве», 6 июля 2005 года утверждены границы особо охраняемой природной территории: Троицкий лесопарк.
По состоянию на 2015 год лесопарк находится в запущенном состоянии.

## Флора и фауна
Лес здесь представлен в основном березняками и дубняками, кроме того присутствуют насаждения осинника.
Земля на территории покрыта травами,часто встречающимися в широколиственных лесах: зеленчук, осока волосистая, медуница, лютик кашубский и сныть.
Животный мир в лесопарке представлен естественными животными для парков Москвы — грызунами: крот, землеройка и полёвка. Встречаются гнёзда таких птиц, как: дрозд-рябинник, зяблик, зарянка, славка, пеночка.